# Mars 1969A
Mars 1969A (ook: Mars 69A of M-69 No.521) (Russisch: Марс 1969А) was een Russische onbemande ruimtevlucht naar Mars uit 1969. Het voornaamste doel van deze missie was opnames van de rode planeet te maken.

## ProjectMars 69

### NieuweProton-draagraket
Medio 1967, nadat een geslaagde lancering Venera 4 op weg stuurde naar Venus, verlegden Russische ontwerpers hun inspanningen naar een ander project. De A-2-e Molniya-draagraket was betrouwbaar, maar kon geen zware last aan. De nieuwe Proton maakte dit wel mogelijk. Zowel de VS als de USSR poogden gedurende de Koude Oorlog de superioriteit van hun ruimtevaarttechniek te bewijzen. De Sovjet-Unie greep de kans om de Amerikaanse Mariner-vluchten te overtreffen met beide handen aan.
In eerste opzet behelsde het missieplan een orbiter en lander. Die zou echter geen zachte landing maken. Tijdgebrek (er resteerden slechts 20 maanden tot het lanceervenster van 1969) beperkte de ambitie tot een harde landing. Uit zowel politiek als technologisch opzicht zou dit de USSR veel prestige opleveren.
De exacte baan van Mars was echter nog niet bekend. Daarom vergde navigatie van de sonde het nodige giswerk. De landingscapsule moest zich tijdens de nadering losmaken, een vastebrandstofremraket ontsteken en de atmosfeer binnendringen onder een hoek van 10 à 20°. Nadat de snelheid door aerodynamische afremming afnam tot mach 3,5 moest de remparachute ontplooien. Op welke hoogte de parachute werd uitgeschoten tastten de ontwerpers echter in het duister. Schattingen liepen uiteen van 31,7 tot 2,2 kilometer. Dit had zijn weerslag op de wetenschappelijke metingen, die tegelijkertijd aanvingen. De landingscapsule kon in het gunstigste geval een kwartier gegevens overseinen, in het ongunstigste geval slechts een halve minuut. In de tussentijd zou de orbiter een afremmanoeuvre uitvoeren, waardoor diens snelheid met 1750 m/s (6300 km/u) afnam. Dit was voldoende om in een baan rond Mars te geraken. De inclinatie zou ergens tussen 35 en 55° liggen, bij een periapsis van 2000 km. Apoapsis kon variëren van 120.000 tot 13.000 km; de omlooptijd bedroeg tussen de 8½ en 12 uur.

### Technische problemen
In november 1967 keurde chef-ontwerper Georgi Babakin van het Lavotsjkinbureau het voorlopige ontwerp goed. Al snel rezen de eerste problemen. Door brandstofverbruik zou het zwaartepunt van de sonde vrij onvoorspelbaar wijzigen. Dit maakte het uitvoeren van koerswijzigingen erg lastig. Bijkomende problemen brachten Babakin er toe het ontwerp naar de prullenbak te verwijzen. Een uitermate controversiële beslissing. Er restten de Russen nog slechts 13 maanden om een geheel nieuw ruimtevaartuig te ontwerpen.
Het herziene ontwerp zou 40 dagen na lancering en 10 à 15 dagen voor het bij Mars aankwam koerscorrecties uitvoeren. De lander zou pas worden afgestoten nadat het gehele vaartuig in een baan rond Mars was gekomen. De af te remmen massa (en benodigde hoeveelheid brandstof) nam hierdoor echter toe. Om gewicht te besparen verviel daarom de lander.

### Tijdsdruk
In het derde kwartaal van 1968 leed het hele project onder grote vertragingen, terwijl de Amerikanen op praktisch alle fronten van de ruimterace het voortouw namen. Hogere politieke machten roerden zich. Uitstel was onbespreekbaar; deze verkenner móest omhoog, punt. Desalniettemin hoopte de Sovjet-Unie de VS te snel af te zijn. Lavotsjkin schakelde daarom over naar een drieploegensysteem. De technici sliepen maar op veldbedden bij hun werkplek. In januari 1969 doorliep Mars 1969A technische proeven. Om verder tijdverlies te voorkomen voerde het ontwerpteam aanvullende testen uit op Tjoeratam. Tijdens deze proeven verliep de eerste lanceertest van een nieuw type draagraket rampzalig. Door de klap sprongen alle ruiten van het onderkomen van de technici; de centrale verwarming bevroor al spoedig bij een buitentemperatuur van -30°C. De ramen werden vlug vervangen, maar reparatie van de verwarming nam een week in beslag. Zelfs met elektrische radiators kwam de temperatuur binnen niet boven nul.

### Vluchtprofiel
De eerste drie trappen en een eerste ontbranding van de vierde moesten de sonde in een parkeerbaan brengen. Vervolgens zou de laatste trap nogmaals ontbranden om de ontsnappingssnelheid te benaderen. Ten slotte zou Mars 1969A zijn eigen hoofdmotor ontsteken om in een baan naar Mars te komen. De reis zou een half jaar vergen en twee koerscorrecties vereisen. Na afremming bij aankomst moest het toestel in een baan van 34.000 x 1700 km komen. De omlooptijd zou dan 24 uur bedragen bij een inclinatie van 40°. Vanuit deze baan zou de verkenner de eerste foto's nemen en andere meetinstrumenten inschakelen. Met deze eerste fase afgerond, zou periapsis afnemen tot 500 à 700 km. Vanuit deze baan moest Mars 1969A gedurende drie maanden gegevens verzamelen en opnamen maken van de rode planeet. 

## Opbouw

### Communicatie, energievoorziening en gewicht
Mars 1969A was opgebouwd rondom een bolvormige brandstoftank. Een tussenschot scheidde de tank in twee gedeelten. De hoofdmotor die onderaan de sonde zat bevestigd benutte een hypergool brandstofmengsel van distikstoftetraoxide (N2O4) en UDMH (C2H8N2). De acht stuurraketten hadden aparte brandstoftanks met negen kleine heliumtanks om het systeem onder druk te houden. Twee controleerden het stampen, twee andere het gieren en vier het rollen. De standregelraketjes werkten op stikstof, opgeslagen in tien kleine tanks. Het standregelsysteem bestond verder uit gyroscopen, een Canopuszoeker en drie dubbel uitgevoerde Zonne-, Aarde- en Marszoekers.
Voor energie beschikte de sonde over twee zonnepanelen met een totaaloppervlak van 7 m², die 12 A leverden en de 110 Ah-accu oplaadden. Communicatie vond plaats middels een hooggevoelige schotelantenne van 2,80 m diameter bovenaan en twee laaggevoelige conische antennes. Voor temperatuurregeling zorgde isolatie. Bovendien werden onder druk staande compartimenten door middel van ventilatie en luchtcirculatie op de juiste temperatuur gehouden. De lucht kon worden afgekoeld of verwarmd door aan de buitenzijde bevestigde radiatoren.
De wetenschappelijke instrumenten hingen grotendeels aan de buitenkant.  Mars 1969A was ingedeeld in drie onder druk staande compartimenten. De bovenste diende als behuizing voor elektronica, de middelste herbergde het radio- en navigatiesysteem en de onderste bood plaats aan de camera's, telemetriesysteem en accu. Het totaalgewicht van Mars 1969A bedroeg 4850 kg.

### Wetenschappelijke instrumenten
De Mars 1969A droeg als nuttige lading:
- Drie tv-camera's. Die beschikten over drie kleurenfilters en waren uitgerust met twee lenzen. De ene met een brandpuntsafstand van 50 mm maakte opnamen die 1500 x 1500 km omsloegen; de andere van 350 mm fotografeerde gebieden van 100 x 100 km. Een opname bestond uit 1024 x 1024 pixels met een oplossend vermogen van 200 tot 500 m. De aanwezige hoeveelheid film was voldoende voor 160 foto's. Een opname werd aan boord ontwikkeld en vervolgens afgetast, waarna een encoder het gescande beeld omzette om over te seinen.
- Ion-spectrometer, voor opsporing van ionen met lage energie.
- Infrarood spectrometer.
- Ultraviolet spectrometer.
- Gamma spectrometer.
- Zonneplasma spectrometer.
- Waterstof/helium massaspectrometer.
- Kosmische stralingsdetector.
- Radiometer.
- Detector voor onderzoek naar de aanwezigheid van waterdamp.

## Vluchtverloop

### Lancering
Mars 1969A werd gelanceerd op 27 maart 1969 met een Proton-draagraket vanaf Tjoeratam op Bajkonoer. Zowel de eerste als tweede trap functioneerden correct. De vluchtleiding ontving echter geen bevestiging van het ontbranden van de derde trap. Na een vlucht van slechts 438,66 seconden viel de raketmotor stil en explodeerde. Resten van de raket kwamen neer in het Altaj-gebergte.

### Oorzaak
De oorzaak van de mislukking was een storing in een lager van de brandstofpomp, die hierdoor vlamvatte. Zo strandde de zevende poging van de Sovjet-Unie om de rode planeet te bereiken al na enkele minuten. Hun concurrent strooide nog diezelfde dag zout in de wonde. NASA voerde wél een geslaagde lancering uit; hun Mariner 7 begon zijn reis naar Mars. 